# Ptilinopus monacha
El tilopo monje (Ptilinopus monacha) es una especie de ave columbiforme de la familia Columbidae.

## Distribución geográfica
Es endémica de las selvas de las Molucas septentrionales, aunque no se encuentra en las islas Sula (Indonesia).

## Estado de conservación
Está amenazada por la pérdida de hábitat.